# 日本家紋研究会
日本家紋研究会（にほんかもんけんきゅうかい）は、家紋に関する民間の研究団体。本部は埼玉県飯能市にある。

## 概要
日本の家紋研究家である千鹿野茂が設立した。現在、会長は高澤等、千鹿野氏は顧問となっている。高澤等は歴史研究家でもあり戦国時代の研究などを行なっている。
家紋研究の特質上、幅広い歴史研究をベースにし、姓氏研究や地名研究も一体として家紋の使用状況をデータベース化している。

## 活動内容
執筆活動可能な家紋研究家を中心に、家紋を用いる職業従事者などを会員とする民間研究団体である。
千鹿野茂を中心として、日本全国から収集した家紋のデータは約250万件におよび、うち約2万種の画像は、千鹿野茂著『日本家紋総鑑』（1993年）に収録されている。
『歴史読本』2010年1月号の特集「日本の苗字」は日本家紋研究会のメンバーが主体となり、家系研究協議会のメンバーと共に執筆にあたっている。また森本勇矢著『日本の家紋大事典』では監修も行っている。
現在の主な活動内容は「歴史読本」の執筆や、家紋データの整理、ホームページ開設。また各会員は独自に家紋に関する講演・講座等を行っている。

## 会員による主な出版物
- 千鹿野茂「日本家紋総鑑」角川書店　1993年　ISBN 9784040315003
- 千鹿野茂「新訂 寛政重修諸家譜」続群書類従完成会　1992年
- 千鹿野茂「都道府県別姓氏家紋大事典」柏書房　2004年　ISBN 9784760125746
- 千鹿野茂「探訪 江戸明治名士の墓」新人物往来社　1993年　ISBN 9784404020390
- 高澤等　「家紋の事典」東京堂出版　2008年　ISBN 9784490107388
- 高澤等　「苗字から引く家紋の事典」東京堂出版　2011年　ISBN 9784490107821
- 高澤等　「新・信長公記」ブイツーソリューション　2011年　ISBN 9784434156250
- 高澤等　「家紋歳時記」洋泉社 2011年　ISBN 9784862488404
- 高澤等　「戦国武将　敗者の子孫たち」洋泉社 2012年　ISBN 9784800300287
- 小林雅成「岡山の家紋」富士印刷株式会社　1999年
- 森本景一「大宮華紋 彩色家紋集」フジアート出版　1986年　ISBN 9784828903477
- 森本景一「女紋」（有）染色補正森本　2006年
- 森本景一「家紋を探る」平凡社　1993年　ISBN 9784582854510
- 沖のりこ「オリジナル家紋　開運BOOK！」マガジンハウス　2010年　ISBN 9784838721252
- 西村昌巳「家紋主義宣言」河出書房新社　2010年　ISBN 978-4309908779
- 森本勇矢「日本の家紋大事典」日本実業出版社　2013年　ISBN 9784534050687
- 会員共著「日本の苗字」新人物往来社　2012年　ISBN 9784404041937